# Accidentes del Great Western Railway
Entre los accidentes del Great Western Railway figuran varios siniestros notables que influyeron en las disposiciones relativas a la seguridad ferroviaria en el Reino Unido.

## Accidentes notables

### Sonning

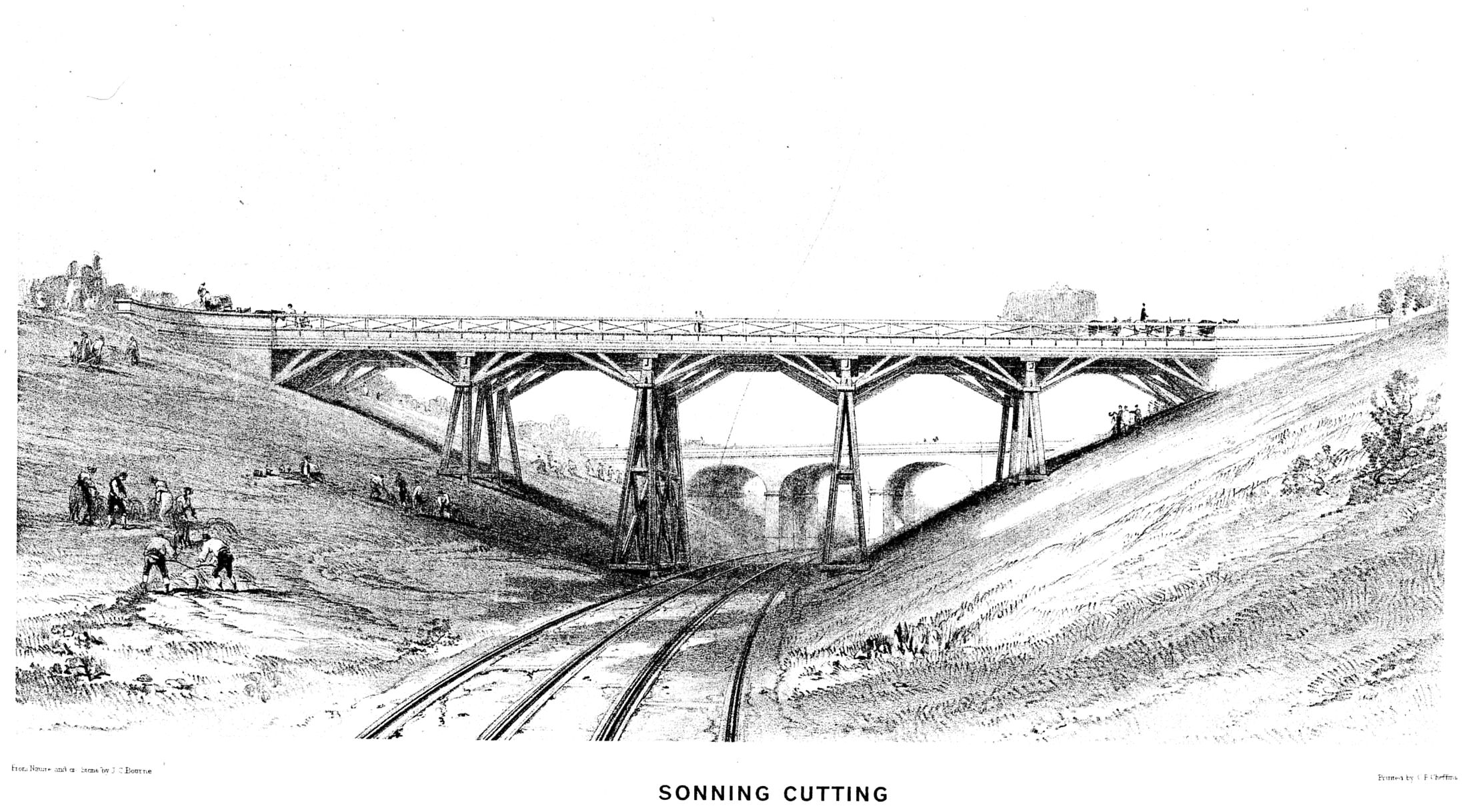
El desmonte de Sonning en 1846 (dibujo de J.C. Bourne), en un punto cercano al lugar del accidente de 1842

Al igual que otras compañías ferroviarias, el GWR sufrió algunos accidentes a lo largo de su historia. Uno de los más graves fue el accidente ferroviario en el desmonte de Sonning, que se produjo en diciembre de 1842. Nueve trabajadores murieron cuando su tren chocó contra los materiales desprendidos por un corrimiento de tierra. El accidente ocurrió en la madrugada del 24 de diciembre de 1841 en el desmonte de Sonning, cerca de Reading, en Berkshire, cuando un tren mixto de pasajeros y mercancías que viajaba desde la Estación de Paddington en Londres a Bristol circulaba por la trinchera. El tren estaba compuesto por la locomotora de vía ancha de la Clase Leo Hecla y su ténder, tres vagones de pasajeros de tercera clase y algunos vagones de mercancías muy cargados. Los vagones de pasajeros estaban entre el ténder y los vagones de mercancías. Las fuertes lluvias recientes habían saturado el suelo en el desmonte, causando que se deslizara el terreno del talud, cubriendo la vía por la que viajaba el tren. Al chocar contra el desprendimiento, la máquina descarriló y los coches de pasajeros quedaron aplastados entre los vagones de mercancías y el ténder. Ocho pasajeros murieron en el lugar de los hechos y otros diecisiete resultaron heridos. En la investigación subsiguiente, se criticó a la empresa no por el derrumbe (la ingeniería civil se consideró adecuada) sino por las condiciones de los coches abiertos de tercera clase, que no protegían a los pasajeros ni del clima ni de salir despedidos cuando ocurrió el accidente.
El accidente tuvo repercusiones importantes porque derivó en la Ley Regulatoria del Ferrocarril de 1844. William Gladstone presentó su proyecto de ley para regular la forma en que se transportaba a los viajeros, como la protección de los pasajeros de tercera clase, además de introducir un control gubernamental mucho mayor de la creciente red ferroviaria. La Ley estableció la obligatoriedad para las compañías de poner en servicio los llamados trenes del parlamento, con tarifas limitadas por decreto.

### Shipton

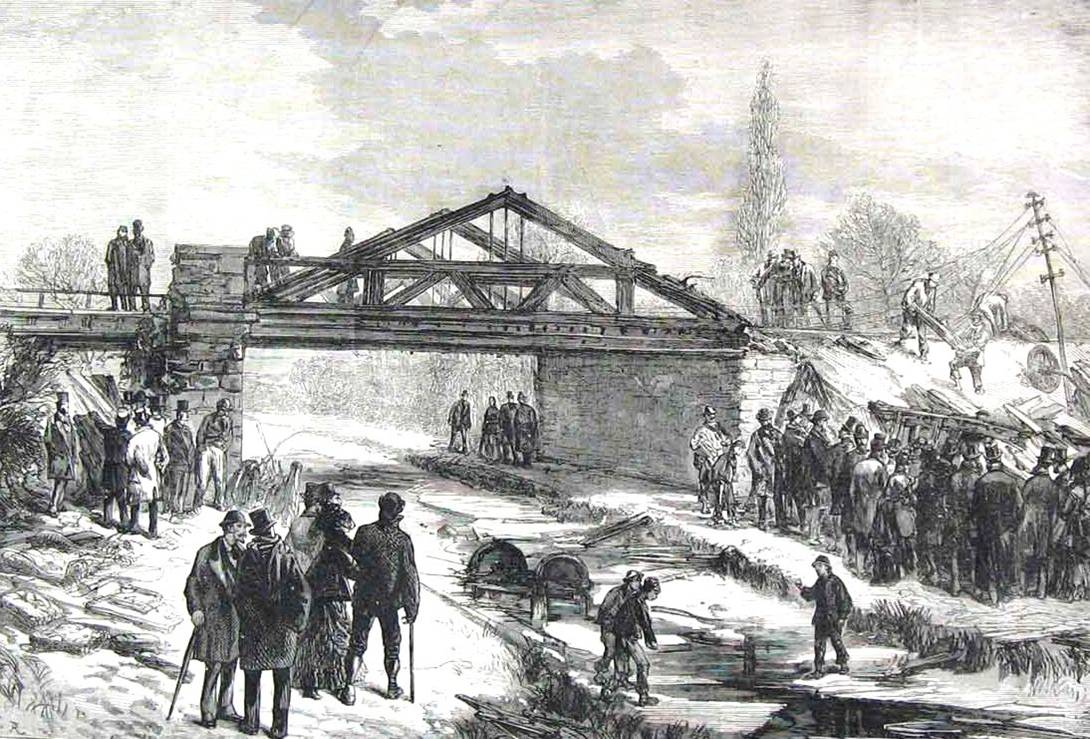
Accidente ferroviario de Shipton-on-Cherwell, que se produjo en la Nochebuena de 1874

Sin embargo, el accidente más grave ocurrió el 24 de diciembre de 1874, cuando un tren de pasajeros remolcado por dos locomotoras de vapor que circulaba desde Paddington hacia Birkenhead descarriló cerca de Kidlington, justo al norte de Oxford. El siniestro causó la muerte de 34 pasajeros. El accidente fue causado por la rotura de una rueda en un coche antiguo que estaba colocado justo detrás del ténder de la locomotora. El coche se mantuvo en posición vertical hasta que el maquinista vio lo que había sucedido y aplicó los frenos. Los siguientes coches aplastaron al coche antiguo y lo arrojaron fuera de la vía, con el resto del tren detrás. Las locomotoras recorrieron cierta distancia antes de que los maquinistas se dieran cuenta de lo sucedido y regresaran para ayudar en las labores de rescate.
La investigación que siguió fue dirigida por William Yolland y estableció las causas del siniestro muy rápidamente. La rueda dañada pertenecía a un coche anticuado y tenía un diseño obsoleto. La rotura comenzó en un orificio de remache, posiblemente por fatiga del material, aunque la investigación no reconoció esta causa como tal. El clima era muy frío ese día, con nieve cubriendo los campos y temperaturas bajo cero, otro factor que aceleró el fallo de la rueda. El desastre llevó a una reevaluación de los métodos y sistemas de frenado, y finalmente a la adopción de frenos automáticos continuos instalados en los trenes, basados en el freno Westinghouse de aire comprimido o en sistemas de freno de vacío. La Inspección de Ferrocarriles recomendó que las empresas ferroviarias adoptaran ruedas Mansell, un tipo de rueda metálica con núcleo de madera que contaba con un mejor historial de seguridad que los otros diseños. Ya se disponía de un amplio historial de accidentes graves en el que estaban involucradas ruedas defectuosas, especialmente en la década anterior. También se criticó el método de comunicación entre la locomotora y el resto del tren mediante un cable externo y un gong, sugiriendo que en su lugar se adoptara un sistema telegráfico.
El desastre de Shipton se produjo en una época, la década de 1870, en el que los accidentes ferroviarios estaban en su apogeo, durante un período nunca igualado antes o después por la gravedad y la frecuencia de los siniestros registrados. La red nacional había crecido enormemente, pero el equipo básico se había descuidado, y se mantuvo en servicio material rodante obsoleto cuando debería haberse dado de baja años antes. La sucesión de tragedias ferroviarias tuvo su punto culminante con el desastre del viaducto del Tay de 1879. A partir de entonces siguieron produciéndose accidentes, pero de menor gravedad y en menor cantidad.

## Lista de accidentes del Great Western Railway
Esta lista también incluye accidentes notables sucedidos en compañías ferroviarias que se fusionaron con el Great Western Railway.
- Desmonte de Sonning, 24 de diciembre de 1841: 10 muertos y 17 heridos; el tren chocó contra un corrimiento de tierras causado por las fuertes lluvias.[1]
- El 24 de mayo de 1847, la locomotora GWR Clase Prince Queen se acercaba a Southall con un expreso ascendente desde Exeter cuando se rompió una de las llantas de la rueda motriz de 7 pies (2,13 m) de diámetro. Un fragmento mató a dos maquinistas de un tren que pasaba en sentido contrario, que resultó descarrilado por otro fragmento de la llanta. Sorprendentemente, el expreso continuó circulando sobre el viaducto de Wharncliffe para detenerse en Hanwell y luego continuó hasta Paddington sin la llanta.[3]
- El 10 de mayo de 1848, en Shrivenham, el expreso ascendente encabezado por la locomotora de la Clase Iron Duke Sultan chocó con un furgón con caballos y otro con ganado que habían sido desviados temporalmente a la vía general. Aunque la locomotora continuó sin descarrilar, los dos furgones cayeron sobre la plataforma, rebotaron y se estrellaron contra el costado de uno de los coches del expreso. Seis pasajeros murieron y trece resultaron heridos.[4]
- El 27 de junio de 1849, explotó la caldera de la locomotora de la Clase Hercules Goliah del Ferrocarril del Sur de Devon mientras remolcaba un tren de mercancías en Plympton. Una persona resultó muerta.[5]
- En 1850, un tren de excursión chocó con un remolque para caballos en Wootton Bassett, Wiltshire. Después de este accidente, se reglementó el uso de desvíos de seguridad y de cerrojos para fijarlos en todos los apartaderos dirigidos a las líneas de circulación.[6]
- El 20 de octubre de 1850, el tren especial que celebraba la apertura de la ruta con vías de gran ancho del GWR a Birmingham, remolcado por la locomotora de la Clase Iron Duke Lord of the Isles y conducida por el propio Daniel Gooch, ingeniero de locomotoras del GWR, se estrelló contra un tren mixto estacionado en Aynho. Debido a la estabilidad de la vía ancha, ninguno de los trenes descarriló y solo se reportaron seis heridos (todos en el tren parado). La Lord of the Isles no pudo continuar, por lo que la locomotora del tren mixto llevó el tren especial hasta Banbury, que nunca llegó hasta Birmingham.[7]
- El 28 de noviembre de 1852, un tren de pasajeros descarriló en Gatcombe, Gloucestershire.[8]
- Viaducto de Grove, 6 de mayo de 1859. Solo dos días después de la apertura del Ferrocarril de Cornualles, un tren descarriló cerca de la estación de St Germans y se precipitó desde el viaducto, matando a los tres tripulantes.[9]
- El 28 de junio de 1865, un tren de balasto descarriló en Bruton, Somerset. El maquinista y el fogonero murieron en el siniestro.[10]
- El 5 de noviembre de 1868, la locomotora 4-4-0 Rob Roy chocó por detrás con un tren de ganado en Awse Junction, cerca de Newnham (Gloucestershire).[11]
- Menheniot, 2 de diciembre de 1873. Dos trenes del Ferrocarril de Cornualles llegaron a colisionar frontalmente en una vía única sin víctimas, debido a una orden verbal de un señalero mal interpretada.[9]
- Shipton-on-Cherwell, 24 de diciembre de 1874. Se produjeron 34 muertos y 69 heridos cuando se rompió la rueda de un coche y el tren descarriló en un puente sobre un canal.[2]
- El 16 de febrero de 1880, un tren de carga descarriló al chocar contra una gran roca que había caído sobre la línea 1,5 millas náuticas (2,8 km) al sur de Chepstow, en Monmouthshire.[12]
- El 12 de noviembre de 1890, un tren de enlace con un buque chocó con un tren de carga en Norton Fitzwarren, Somerset, debido a errores del responsable del tren de carga y del señalero. Diez personas murieron y nueve resultaron heridas.[11]
- El 8 de marzo de 1891, descarriló durante una ventisca la locomotora de un tren de pasajeros de refuerzo cerca de Camborne, Cornualles.[8]
- El 12 de noviembre de 1894, un tren de pasajeros descarriló en Yetminster, Dorset, cuando la vía resultó dañada por una inundación.[8]
- El 13 de abril de 1895, un tren de pasajeros con doble tracción descarriló entre Doublebois y Bodmin Road, Cornualles debido a una vía dañada.[11]
- Menheniot, 9 de febrero de 1897. Durante el mantenimiento del viaducto de Coldrennick se produjo la caída de la plataforma de trabajo, causando 12 muertos.[13]
- Menheniot, 15 de noviembre de 1897. Se produjo la caída de una gran viga de madera durante la reparación del viaducto de Trevido, causando 2 muertos.[13]
- En 1898, un tren correo descarriló cerca de Penryn (Cornualles) debido a la vía en mal estado y al balanceo de la locomotora que lo remolcaba. Tras este accidente, las locomotoras de la Clase 3521 fueron reconstruidas como locomotoras ténder.[11]

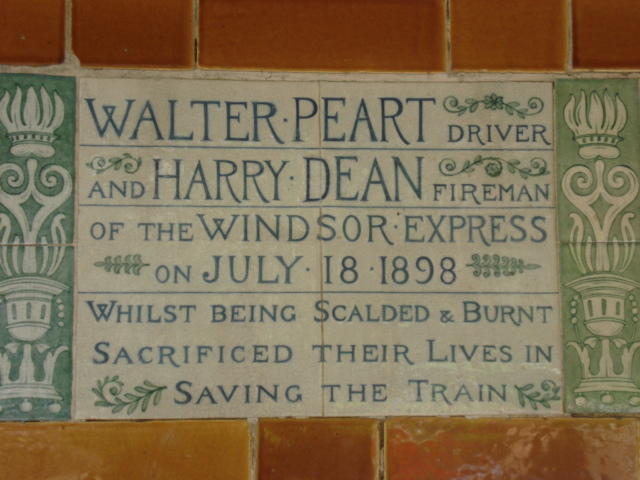
Placa conmemorativa en honor a un maquinista y a un fogonero que lograron detener un tren con una grave avería en la locomotora que puso en peligro sus vidas

- En 1898, Walter Peart y Henry Dean eran el maquinista y el fogonero del tren del Great Western conocido como el Windsor Express. El 18 de julio de 1898 marchaban en el tren de las 4:15 de Windsor a Paddington cuando, en las afueras de Acton, se rompió la biela, que atravesó la carcasa de la caldera y causó daños en la cámara de combustión que expuso a ambos a las cenizas, el vapor y el fuego. Lograron aplicar el freno y detener el tren de forma segura antes de dejar la locomotora en la estación de Acton.[14]
- El 16 de junio de 1900, un tren expreso de pasajeros rebasó indebidamente una señal de parada y se estrelló contra la parte trasera de un tren de pasajeros en Slough, Berkshire. Cinco personas murieron y 35 resultaron heridas.[15]
- En 1904, un tren expreso de pasajeros descarriló en Loughor, Glamorganshire, debido al exceso de velocidad. Cinco personas murieron y dieciocho resultaron heridas.[15]
- Thingley Junction, 16 de enero de 1907. Se produjeron 12 heridos cuando un tren rebasó una señal de parada.[16]
- El 8 de agosto de 1913, un tren rebasó las señales de parada y chocó por detrás con un tren de pasajeros en la estación de Yeovil Pen Mill, Somerset. Dos personas murieron.[17]
- El 17 de junio de 1914, un tren de excursión partió de la estación de Reading, Berkshire, rebasando las señales de peligro. Un tren expreso de pasajeros chocó de lado con él, matando a una persona.[18]
- El 3 de enero de 1925, un tren de carga descarriló en Tir Phil, Glamorganshire, cuando el lecho de la vía resultó arrastrado por una riada.[17]
- El 4 de marzo de 1933, un tren de pasajeros fue golpeado por las rocas que caían de un talud en Vriog, Merionethshire. La locomotora y su ténder se precipitaron hacia el mar de Irlanda, resultando muertos sus dos tripulantes.[17]
- El 15 de enero de 1936, un tren de mercancías se dividió en dos cerca de Shrivenham, Berkshire. Por errores de su interventor y de un señalero, un tren expreso de pasajeros se estrelló contra los seis vagones que había dejado atrás. Dos personas murieron.[11]
- El 1 de marzo de 1937, un tren de pasajeros chocó con un tren de carga en Langley, Buckinghamshire. Una persona murió y seis personas resultaron heridas.[11]
- El 16 de noviembre de 1937, un automotor rebasó indebidamente las señales y se estrelló contra el enclavamiento en Ealing Broadway, Middlesex.[11]
- El 19 de agosto de 1938, un tren de pasajeros fue enviado a un apartadero en la estación Newport High Street, Monmouthshire, debido a un error del señalero. Tres personas resultaron heridas.[19]
- Norton Fitzwarren, 4 de noviembre de 1940. Se produjeron 27 muertos cuando el maquinista no entendió la indicación de una señal y el tren descarriló saliéndose de la plataforma.
- El 2 de julio de 1941, un tren expreso de pasajeros y un tren de carga chocaron de frente en Slough, Berkshire. Cinco personas murieron y 21 resultaron heridas.[20]